# 陸莉
陸莉（1976年8月30日—），女，湖南宁乡人，中國體操運動員，有「中国體操公主」之稱。

## 生平
陸莉是湖南省长沙市宁乡县玉潭镇人。比刘璇更早學習體操，更早接受訓練。
1983年4月，当陆莉5歲時就入讀湖南省體育學校，在周小林教练的培养下，体操技术提高得很快。 後來7歲左右正式開始受訓，不过早期她曾经一度因为体校离家距离较远而险些放弃训练。
1985年10月，陆莉成为湖南省体校提高班第一批学员成员之一。
1988年，陆莉正式入选湖南体操队。并且在参加全国少年体操赛上取得1金、1银和2铜的优秀成绩。
1989年，陆莉在第二届全国青运会上，凭着独创的三D相连的高难新动作，获得体操高低杠的冠军。
1990年和1991年，陆莉又分别获得全国青少年体操锦标赛的女子高低杠冠军。
陆莉後來於1991年尾成為國家隊的成員之一。
陸莉她在入選國家隊的第1年在全國體操錦標賽中先後得到女子全能的殿軍、高低杠賽事與女子團體的冠軍。同年又在世界體操錦標賽中取得高低杠賽事的第四，與1992年巴塞隆納奧運的高低杠項目以10分滿分贏得金牌、她还获得平衡木銀牌和女子團體賽第4。陸莉的表現出眾，令她得到了國家體委頒授的體育運動榮譽獎章榮譽。
奧運後，陸莉宣佈退役，後來到北京大學国际关系学院進修，不久後移居美國，並在美国加州開設了一間體操俱樂部名叫“AAC”（all-aroundchampion）体操俱乐部，在美國有不錯的声誉。

## 奖项荣誉
- 1992年，获全国五一劳动奖章、体育运动荣誉奖章，并且被评为全国“十佳”运动员
- 劳动模范称号
- 新长征突击手称号
- 三八红旗手称号
- 记特等功一次